# Аноскопија
Аноскопија је минимално инвазивна дијагностичка и терапијска процедура која се може извести брзо без припреме црева или седације испитаника. Овом методом, испитивач може да визуелизује унутрашње делове аналног сфинктера и дисталног ректума. Проспективне студије сугеришу да аноскопија има већу осетљивост  од флексибилне сигмоидоскопије код дијагностике аноректалних лезија као што су унутрашњи хемороиди, проктитис, лацерације (фисуре), фистуле, чиреви и туморске масе. Како се према досадашњим сазнањима и до 50% ректалног крварења може  лажно приписати хемороидима анкскопија има важнуулогу у брзој потврди ове дијагнозе. Код пацијената са историјом аналних операција или аналних фисура лекар мора током пргледа бити посебно опрезан.

## Релевантна анатомија и физиологија аноректалног предела
Најзначајније видљиве структуре доњег гастроинтестиналног (ГИ) тракта укључују:
- Аноректални канал дуг четири сантиметра
- Средњу тачку аноректалног канала познату као зупчаста линија (прелаз између дисталног сквамозног и проксималног стубастог епитела)
- Аналне жлезде
- Уздужни мукозни набори Моргагнијевих стубова који се завршавају малим криптама (који могу да постану опструирани и касније инфицирани).

Хемороиди су групице васкуларног, везивног и глатког мишићног ткива које постоје у левом бочном, десном предњем и десном задњем делу аналног канала. Док унутрашњи хемороиди дренирају у средње и горње ректалне вене, пацијенти са порталном хипертензијом ипак немају повећану инциденцу дренирања. Пошто унутрашњи хемороиди леже изнад зупчасте линије, имају висцералну инервацију и нису болни, али могу постати симптоматски због крварења и/или пролапса из ректалног канала. Озбиљно пролапсирани унутрашњи хемороиди могу бити болни ако су укљештени, а секундарно исхемијски. Насупрот томе, спољашњи хемороиди излазе инфериорно у односу на зупчасту линију, а како имају соматску инервацију од перианалне коже могу изазвати значајну нелагодност.

## Индикације
Ова процедура може бити корисна код особа које имају ректалне/аналне нелагодности за процену уобичајене патологије доњег гастроинтестиналног тракта која може изазвати бол као што су:
- аналне фисуре,
- полно преносиве инфекције,
- анални кондиломи
- крварење ( унутрашњи хемороиди, ректалне улцерације/упала, ректалне варикозитети или трауме).

Аноскопија може бити корисна у процени аналног карцинома, посебно у групама високог ризика, као што су мушкарци који имају секс са мушкарцима и истовремено имају ХИВ инфекцију (са  ризиком од 7% до 8% код мушкарца зараженог у својим 20-им годинама).
Аноскопија ће помоћи да визуализује анус, анални канал и унутрашњи сфинктер, и обично се користи када дигитални ректални преглед није коначан.
Као најзначајније индикације за аноскопију у литератури се наводе: 
- Иницијална процена ректалног крварења (хемороиди, проктитис, неоплазме)
- За добијање цитолошких узорака за скрининг аналних сквамозних лезија (посебно код високоризичних пацијената са ХИВ инфекцијом)
- Процена интрааналних кондилома
- Анални/перианални бол (тромбозирани хемороиди, фисуре)
- Анална фистула
- Евалуација аналне трауме
- Маса палпирана на ДРЕ
- Перианални свраб
- Бол у стомаку
- Промена навике црева
- Анални исцједак/пролапс
- Употреба страног тела
- Евалуација фекалне импакције
- Лечење пролапсирајућих хемороида везивањем гумене траке (помоћу прорезног аноскопа)

## Контраиндикације
Контраиндикације укључују:
- немогућност пацијента да толерише преглед због нелагодности, стрепње,
- значајног активног крварења које би могло да спречи адекватну визуелизацију од стране испитивача,
- присуство познате масе у дисталном ректуму која би могла бити оштећена или иритирана увођењем крутог аноскопа. .

Аноскопију не треба изводити на неперфорираном анусу.

## Техника
Обично ће испитивач пре аноскопије прво извршити дигитални ректални преглед како би се уверио да ниједна маса или ткиво не ометају анални канал који би могао бити повређен током уметања уређаја. 
Иако не постоји довољно доказа оправданости локалне анестезија лидокаином пре процедуре за обезбеђивање аналгезије током аноскопије, многи практичари сматрају да је то разумна мера коју треба усвојити. Лубрикант растворљив у води се наноси на сам аноскоп пре уметања да би се олакшало уметање аноскопа. Ово се може постићи и коришћењем локалног анестетика као мазива, чиме се пружа могућност да се лидокаин дистрибуира дуж путање аноскопа пре његовог увођења. 
Типично, уређај се уводи са обтуратором на месту који се затим уклања, омогућавајући испитивачу да визуализује анални канал и дистални ректум док се аноскоп полако повлачи. У случају прорезних аноскопа, који омогућавају само визуелизацију дела слузнице у том тренутку, обтуратор треба поново уметнути пре поновног уметања или ротације уређаја због непријатности повезане са постављањем тракције сегмента ткива који се избочи у прорез.  

## Клинички значај
Иако се некима чини да је аноскопија супериорна процедура за идентификацију дисталне аноректалне патологије као што су унутрашњи хемороиди, проктитис или улцерације (које се не могу поуздано идентификовати или разликовати једна од друге на дигиталном ректном прегледу) њена примена често наилази на отпор од стране пацијената, али и крварења или друге нелагодности, могу бити значајна ограничења за ову процедуру.
Док је аноскопија веома осетљива на идентификацију патологије као што су унутрашњи хемороиди, налази који се виде на аноскопији не дозвољавају лекарима да искључе проксимални извор ГИ крварења, који се накнадно идентификује на ендоскопији у до 50% случајева. Стога, налаз потенцијалног извора ГИ крварења као што су унутрашњи хемороиди у изолацији не дозвољава испитивачу да искључи додатни извор крварења.
На крају крајева, аноскопија је користан додатак за скрининг аноректалне патологије која је јефтина и може се извршити брзо и без икакве припреме. Међутим, на процедуру се не сме претерано ослањати у процени пацијента са ректалним крварењем, пошто присуство ректалне патологије не искључује проксимални извор крварења. 

## Компликације
- Нелагодност након прегледа.
- Пуцање перианалне коже или слузокоже
- Абразија или кидање хемороидног ткива
- Инфекција,која је могућа након процедуре, али се јавља веома ретко

Нелагодност и абразија се могу спречити адекватном употребом лубриканата. Инфекција је веома ретка компликација, профилактички антибиотици се могу размотрити код одређених високоризичних популација.  